# 宁夏理工学院
宁夏理工学院是中国宁夏回族自治区石嘴山市的一所民办高校。现有全日制在校生3700多人。

## 校史

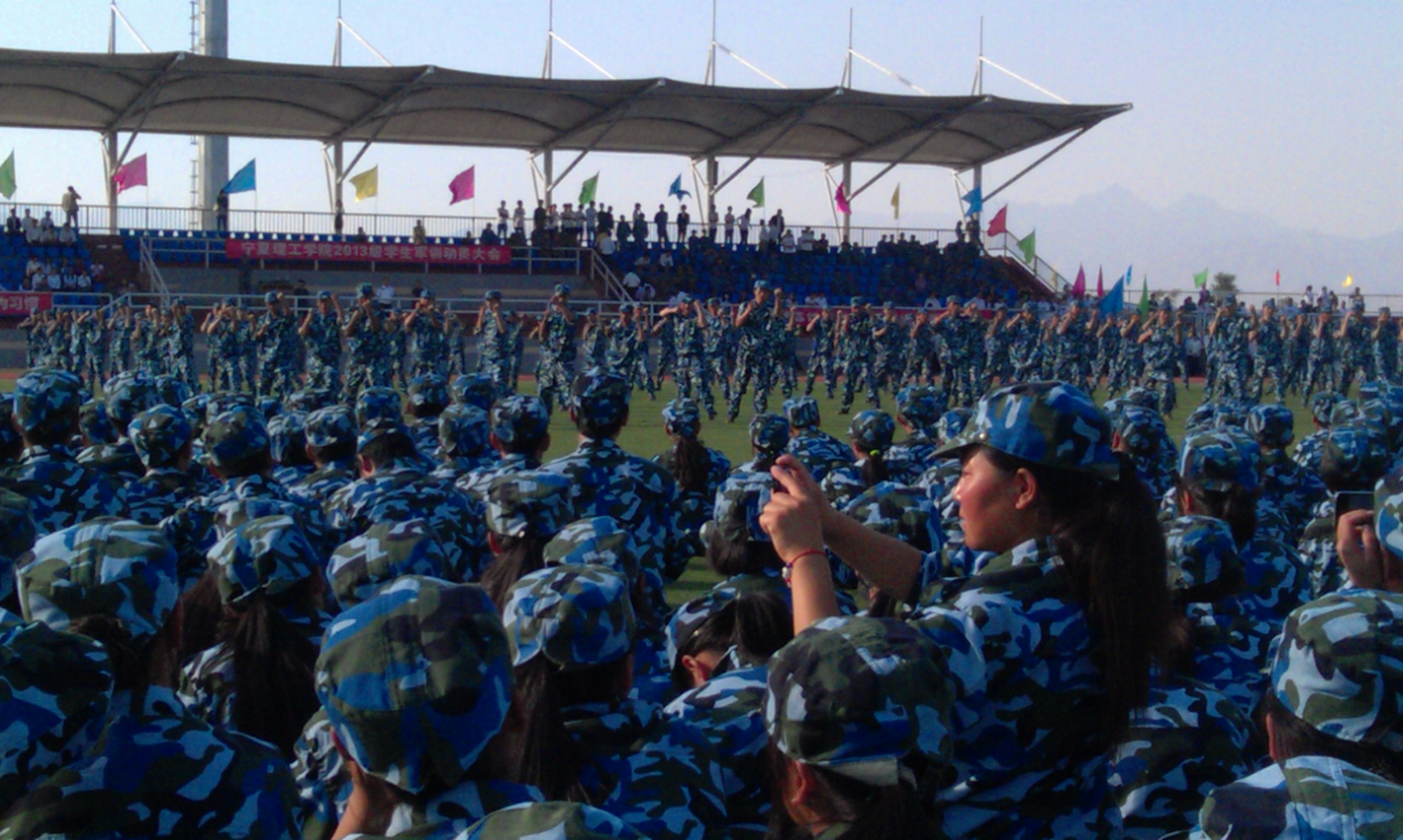
2013级学生军训动员大会

1985年，石嘴山联合职业大学成立。后续先后多次更名，为：宁夏石嘴山职工大学、宁夏石嘴山职业技术学院
2005年3月，宁夏石嘴山职业技术学院升格为宁夏理工学院。

## 校园
宁夏理工学院校园占地面积1289亩，图书馆藏书30万册。
现有12个二级院（系），有2个专业硕士学位授权点，55个本科专业，涵盖理、工、经、管、文、法、艺、教8个学科门类。